# 彩虹桉
彩虹桉（學名：Eucalyptus deglupta）是桃金娘科桉属的物种，為常綠大型喬木，一般可高達75公尺，原生於新畿內亞、蘇拉威西和菲律賓等地，是桉属700多个物种之中少数四種不在澳洲分布的物种之一。因色彩斑爛的樹幹而得名，並因此引進都其他地方作觀賞用途，另一被引進原因是樹幹可造成紙。

## 图集
- 未成熟的果实
- 成熟开裂的果实
- 树干基部
- 枝叶
- 小树
- 大树